# Зубінген
Зубінген (нім. Subingen) — громада  в Швейцарії в кантоні Золотурн, округ Вассерамт.

## Географія
Громада розташована на відстані близько 31 км на північний схід від Берна, 6 км на схід від Золотурна.
Зубінген має площу 6,3 км², з яких на 20,4% дозволяється будівництво (житлове та будівництво доріг), 48,6% використовуються в сільськогосподарських цілях, 30,1% зайнято лісами, 1% не є продуктивними (річки, льодовики або гори).

## Демографія
2019 року в громаді мешкало 3173 особи (+8% порівняно з 2010 роком), іноземців було 18,4%. Густота населення становила 506 осіб/км².
За віковим діапазоном населення розподілялося таким чином: 19,5% — особи молодші 20 років, 63,5% — особи у віці 20—64 років, 17% — особи у віці 65 років та старші. Було 1366 помешкань (у середньому 2,3 особи в помешканні).
Із загальної кількості 2582 працюючих 35 було зайнятих в первинному секторі, 430 — в обробній промисловості, 2117 — в галузі послуг.